# 에른스트 강철공
에른스트(Ernst)는 레오폴트계(Leopoldian line, 레오폴트 3세 정의공의 삼남) 합스부르크가 출신으로 슈타이어마르크, 케른텐, 크라인를 포함한 지역인 내오스트리아(Innerösterreich)를 다스렸다. 별명은 강철공(der Eiserne).

## 생애
에른스트는 오스트리아의 공작 레오폴트 3세(1351-1386)와 그의 배우자이자 밀라노의 군주인 베르나보 비스콘티의 딸인 비리디스 비스콘티(d. 1414)의 셋째 아들로 스티리아의 브루크안데어무어에서 태어났다. 그의 출생 직후 그의 아버지와 그의 삼촌인 알베르 3세는 1379년 노이베르크 조약으로 합스부르크 땅을 나누었다. 알베르와 그의 후손들은 오스트리아 공국을 지배했지만, 레오폴트 가문은 티롤과 외오스트리아의 영토뿐만 아니라 내오스트리아(슈타이어, 케른텐, 카르니올라)를 받았다. 1386년 젬파흐 전투에서 레오폴트 3세가 사망한 후, 삼촌 알베르 3세는 젊은 에른스트와 그의 형제 빌헬름, 레오폴트 4세, 프리드리히 4세의 후견인으로 남았다.
1401년 에른스트는 독일의 왕 루프레히트와 함께 이탈리아 원정에 동행했다. 1406년 맏형 빌헬름이 죽자 레오폴드 3세의 나머지 세 아들은 유산 분할에 동의했다. 1406년 에른스트 1세는 슈타이어마르크, 케른텐, 카르니올라를 분할 협정으로 얻었고, 그의 형 레오폴트 4세와 공동으로 알베르트 3세의 손자인 작은 조카 알베르트 5세의 후견인이 되었다. 티롤과 오스트리아는 막내 동생 프리드리히 4세에게 넘어갔다.
그러나 1407년 레오폴드와 에른스트 사이의 갈등으로 1409년 5월까지 지속된 내전이 발생했다. 1411년 레오폴드가 남자 후계자 없이 사망했을 때 에른스트는 마침내 레오폴트 지부의 무승부가 되었다. 1414년에 그는 카린티아의 왕자의 비석에서 카란타니아 전통 의식에 따라 즉위한 마지막 공작이 되었으며, 이때부터 자신을 ‘대공’이라고 불렀다. 그는 삼촌 루돌프 4세가 공작이 만들어낸 이 칭호를 실제로 사용한 최초의 합스부르크 사람이었다.
에른스트는 1414년에 드라곤 기사단과 예루살렘 성묘 기사단의 일원이 되었지만, 1412년부터 룩셈부르크 왕 지기스문트와 사이가 나빠졌다. 1417년 콘스탄츠 공의회에서 대립교황 요한 23세의 지지자인 그의 형제 프리드리히 4세가 왕에 의해 파문을 당했을 때, 어네스트는 처음에 프리드리히의 영토를 직접 장악하려 시도했지만, 이후 그와 합의하여 지기스문트의 위세에 맞서 티롤을 성공적으로 방어했다. 에른스트는 내오스트리아 땅의 유능한 통치자로 밝혀졌다. 그의 장남 프리드리히 5세는 합스부르크 가문의 유일한 후계자가 되었고, 선출되었다. 1440년 로마의 왕, 1452년 신성로마제국의 황제로 즉위했다.
에른스트는 브루크안데어무어에서 사망했고, 그라츠 근처 라인의 시토회 수도원에 묻혔다. 그의 별명 강철공은 그가 죽은 후에야 사용되었다.

## 가족과 자손

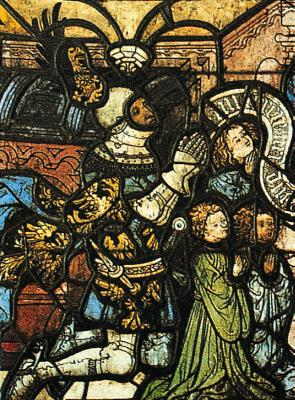
강철공과 그의 아들

1392년 1월 14일, 에른스트는 첫 부인 포메라니아의 마가레트와 결혼했다. 그녀는 포메라니아의 그리핀 공작 보기슬라프 5세와 그의 두 번째 부인 브룬즈윅-그루벤하겐의 아델하이드의 딸이었다. 그들은 자녀가 없었다. 그녀는 모순된 부고에 따라 1407년 또는 1410년에 사망했다.
1412년 1월 25일, 에른스트는 그의 두 번째 부인인 침바르카 마조비에츠카와 결혼했는데, 그녀는 남편과 비슷하게 삶을 누렸고, 아홉 명의 자녀를 낳았다.
- 프리드리히 3세 신성 로마 제국 황제 (1415년 9월 21일 - 1493년 8월 19일)
- 오스트리아의 마가렛 (1416/17 - 1486년 2월 12일), 1431년 6월 3일 작센의 프리드리히 2세와 결혼
- 알베르트 4세, 오스트리아 대공 (1418년 12월 18일 - 1463년 12월 2일)
- 오스트리아의 알렉산더 (1420년 사망)
- 오스트리아의 루돌프 (1424년 이전에 사망)
- 오스트리아의 카트리나 (1420년 - 1493년 9월 11일), 1447년 7월 15일 바덴-바덴의 마르그레이브 찰스 I와 결혼
- 오스트리아의 레오폴트 (1424년 이전에 사망)
- 오스트리아의 안나 (1429년 11월 11일 사망)
- 오스트리아의 에른스트 (1432년 8월 10일 사망)

내오스트리아의 통치자이자 합스부르크의 오래된 스티리아 계통의 창시자로서, 그들의 아들에 의해 프리드리히 3세는 알베르티니아 (오스트리아)와 티롤 라인에서 살아남았고, 에른스트와 심부르키스는 합스부르크 군주의 모든 후기 황제의 조상이 되었다.